# Album al numero uno della classifica FIMI nel 2001
La presente lista elenca gli album che hanno raggiunto la prima posizione nella classifica settimanale italiana Artisti, stilata durante il 2001 dalla Federazione Industria Musicale Italiana, in collaborazione con Nielsen.

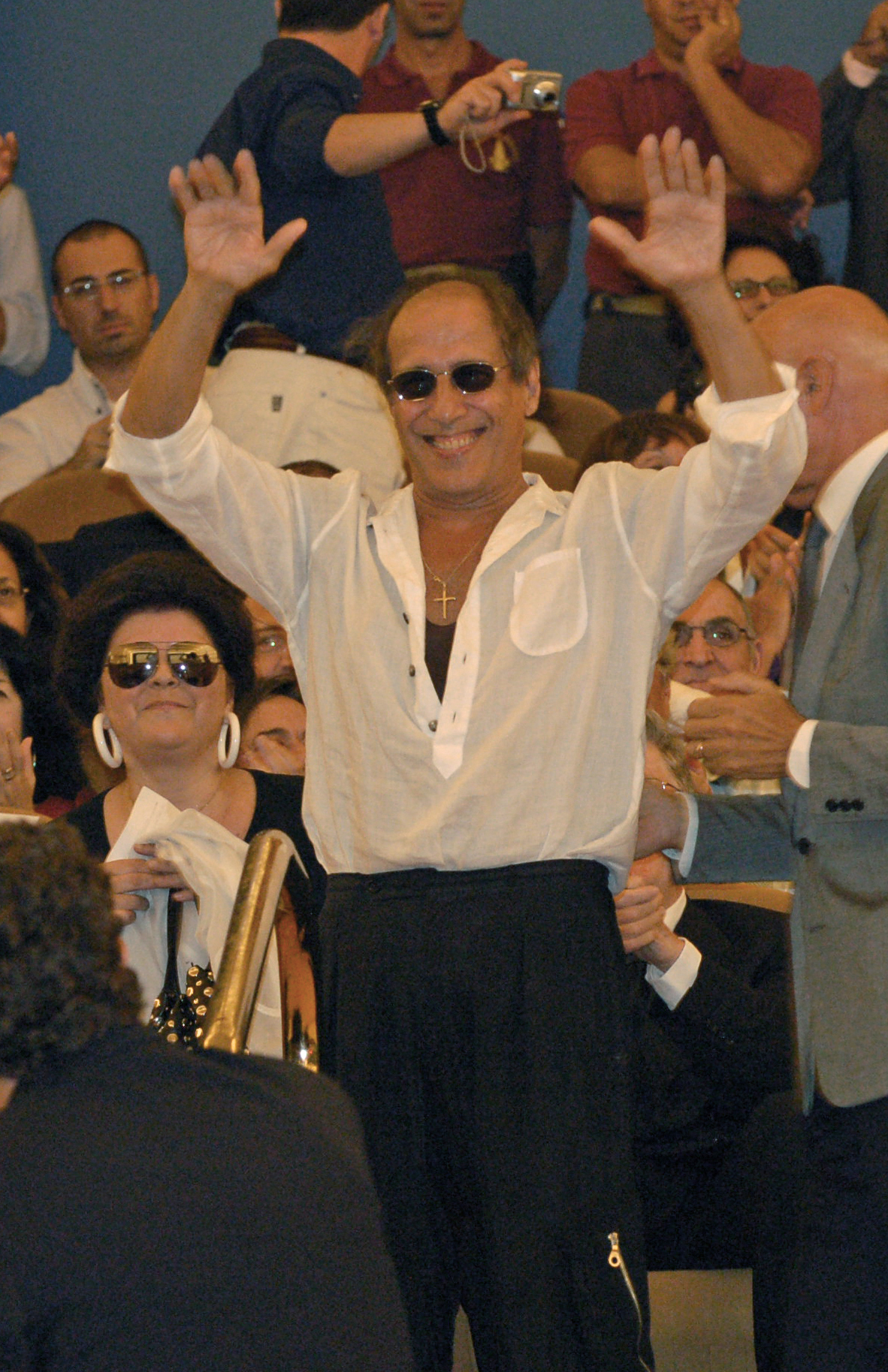
Esco di rado e parlo ancora meno di Adriano Celentano ha venduto ad oggi 1.800.000 copie

| Settimana    | Settimana    | Album                            | Artista              | Settimane consecutive | Settimane totali | Fonte  |
| Inizio       | Fine         | Album                            | Artista              | Settimane consecutive | Settimane totali | Fonte  |
| ------------ | ------------ | -------------------------------- | -------------------- | --------------------- | ---------------- | ------ |
| 5 gennaio    | 11 gennaio   | The Beatles 1                    | The Beatles          | 9                     | 9                | [ 1 ]  |
| 12 gennaio   | 18 gennaio   | The Beatles 1                    | The Beatles          | 9                     | 9                | [ 2 ]  |
| 19 gennaio   | 25 gennaio   | Amore nel pomeriggio             | Francesco De Gregori | 2                     | 2                | [ 3 ]  |
| 26 gennaio   | 1º febbraio  | Amore nel pomeriggio             | Francesco De Gregori | 2                     | 2                | [ 4 ]  |
| 2 febbraio   | 8 febbraio   | Esco di rado e parlo ancora meno | Adriano Celentano    | 4                     | 7                | [ 5 ]  |
| 9 febbraio   | 15 febbraio  | Esco di rado e parlo ancora meno | Adriano Celentano    | 4                     | 7                | [ 6 ]  |
| 16 febbraio  | 22 febbraio  | Esco di rado e parlo ancora meno | Adriano Celentano    | 4                     | 7                | [ 7 ]  |
| 23 febbraio  | 1º marzo     | Esco di rado e parlo ancora meno | Adriano Celentano    | 4                     | 7                | [ 8 ]  |
| 2 marzo      | 8 marzo      | Il cammino dell'età              | Gigi D'Alessio       | 2                     | 2                | [ 9 ]  |
| 9 marzo      | 15 marzo     | Il cammino dell'età              | Gigi D'Alessio       | 2                     | 2                | [ 10 ] |
| 16 marzo     | 22 marzo     | Esco di rado e parlo ancora meno | Adriano Celentano    | 2                     | 7                | [ 11 ] |
| 23 marzo     | 29 marzo     | Esco di rado e parlo ancora meno | Adriano Celentano    | 2                     | 7                | [ 12 ] |
| 30 marzo     | 5 aprile     | Live in New York City            | Bruce Springsteen    | 1                     | 1                | [ 13 ] |
| 6 aprile     | 12 aprile    | Stupido hotel                    | Vasco Rossi          | 5                     | 12               | [ 14 ] |
| 13 aprile    | 19 aprile    | Stupido hotel                    | Vasco Rossi          | 5                     | 12               | [ 15 ] |
| 20 aprile    | 26 aprile    | Stupido hotel                    | Vasco Rossi          | 5                     | 12               | [ 16 ] |
| 27 aprile    | 3 maggio     | Stupido hotel                    | Vasco Rossi          | 5                     | 12               | [ 17 ] |
| 4 maggio     | 10 maggio    | Stupido hotel                    | Vasco Rossi          | 5                     | 12               | [ 18 ] |
| 11 maggio    | 17 maggio    | Reveal                           | R.E.M.               | 2                     | 2                | [ 19 ] |
| 18 maggio    | 24 maggio    | Reveal                           | R.E.M.               | 2                     | 2                | [ 20 ] |
| 25 maggio    | 31 maggio    | Stupido hotel                    | Vasco Rossi          | 1                     | 12               | [ 21 ] |
| 1º giugno    | 7 giugno     | Próxima estación: Esperanza      | Manu Chao            | 3                     | 3                | [ 22 ] |
| 8 giugno     | 14 giugno    | Próxima estación: Esperanza      | Manu Chao            | 3                     | 3                | [ 23 ] |
| 15 giugno    | 21 giugno    | Próxima estación: Esperanza      | Manu Chao            | 3                     | 3                | [ 24 ] |
| 22 giugno    | 28 giugno    | Uno in più                       | 883                  | 3                     | 3                | [ 25 ] |
| 29 giugno    | 5 luglio     | Uno in più                       | 883                  | 3                     | 3                | [ 26 ] |
| 6 luglio     | 12 luglio    | Uno in più                       | 883                  | 3                     | 3                | [ 27 ] |
| 13 luglio    | 19 luglio    | Stupido hotel                    | Vasco Rossi          | 2                     | 12               | [ 28 ] |
| 20 luglio    | 26 luglio    | Stupido hotel                    | Vasco Rossi          | 2                     | 12               | [ 29 ] |
| 27 luglio    | 2 agosto     | Circo Massimo 2001               | Antonello Venditti   | 1                     | 1                | [ 30 ] |
| 3 agosto     | 9 agosto     | Stupido hotel                    | Vasco Rossi          | 4                     | 12               | [ 31 ] |
| 10 agosto    | 16 agosto    | Stupido hotel                    | Vasco Rossi          | 4                     | 12               | [ 32 ] |
| 17 agosto    | 23 agosto    | Stupido hotel                    | Vasco Rossi          | 4                     | 12               | [ 33 ] |
| 24 agosto    | 30 agosto    | Stupido hotel                    | Vasco Rossi          | 4                     | 12               | [ 34 ] |
| 31 agosto    | 6 settembre  | A Funk Odyssey                   | Jamiroquai           | 2                     | 2                | [ 35 ] |
| 7 settembre  | 13 settembre | A Funk Odyssey                   | Jamiroquai           | 2                     | 2                | [ 36 ] |
| 14 settembre | 20 settembre | Shake                            | Zucchero Fornaciari  | 4                     | 4                | [ 37 ] |
| 21 settembre | 27 settembre | Shake                            | Zucchero Fornaciari  | 4                     | 4                | [ 38 ] |
| 28 settembre | 4 ottobre    | Shake                            | Zucchero Fornaciari  | 4                     | 4                | [ 39 ] |
| 5 ottobre    | 11 ottobre   | Shake                            | Zucchero Fornaciari  | 4                     | 4                | [ 40 ] |
| 12 ottobre   | 18 ottobre   | The best of - E ritorno da te    | Laura Pausini        | 2                     | 8                | [ 41 ] |
| 19 ottobre   | 25 ottobre   | The best of - E ritorno da te    | Laura Pausini        | 2                     | 8                | [ 42 ] |
| 26 ottobre   | 1º novembre  | LU*CA                            | Luca Carboni         | 1                     | 1                | [ 43 ] |
| 2 novembre   | 8 novembre   | Echoes: The Best of Pink Floyd   | Pink Floyd           | 1                     | 7                | [ 44 ] |
| 9 novembre   | 15 novembre  | La curva dell'angelo             | Renato Zero          | 1                     | 1                | [ 45 ] |
| 16 novembre  | 22 novembre  | Echoes: The Best of Pink Floyd   | Pink Floyd           | 6                     | 7                | [ 46 ] |
| 23 novembre  | 29 novembre  | Echoes: The Best of Pink Floyd   | Pink Floyd           | 6                     | 7                | [ 47 ] |
| 30 novembre  | 6 dicembre   | Echoes: The Best of Pink Floyd   | Pink Floyd           | 6                     | 7                | [ 48 ] |
| 7 dicembre   | 13 dicembre  | Echoes: The Best of Pink Floyd   | Pink Floyd           | 6                     | 7                | [ 49 ] |
| 14 dicembre  | 20 dicembre  | Echoes: The Best of Pink Floyd   | Pink Floyd           | 6                     | 7                | [ 50 ] |
| 21 dicembre  | 27 dicembre  | Echoes: The Best of Pink Floyd   | Pink Floyd           | 6                     | 7                | [ 51 ] |
| 28 dicembre  | 3 gennaio    | The best of - E ritorno da te    | Laura Pausini        | 2                     | 8                | [ 52 ] |

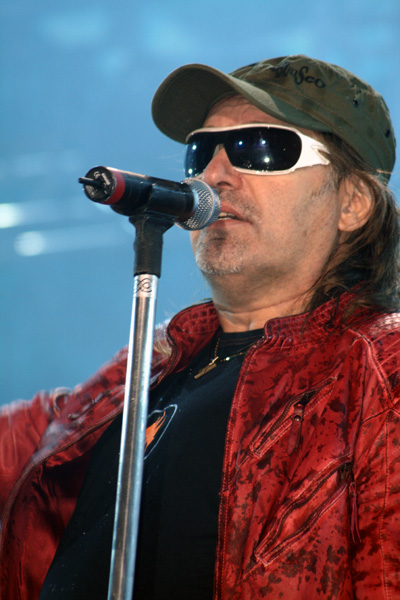
Vasco Rossi mantenne la vetta della classifica italiana per dodici settimane con l'album Stupido hotel

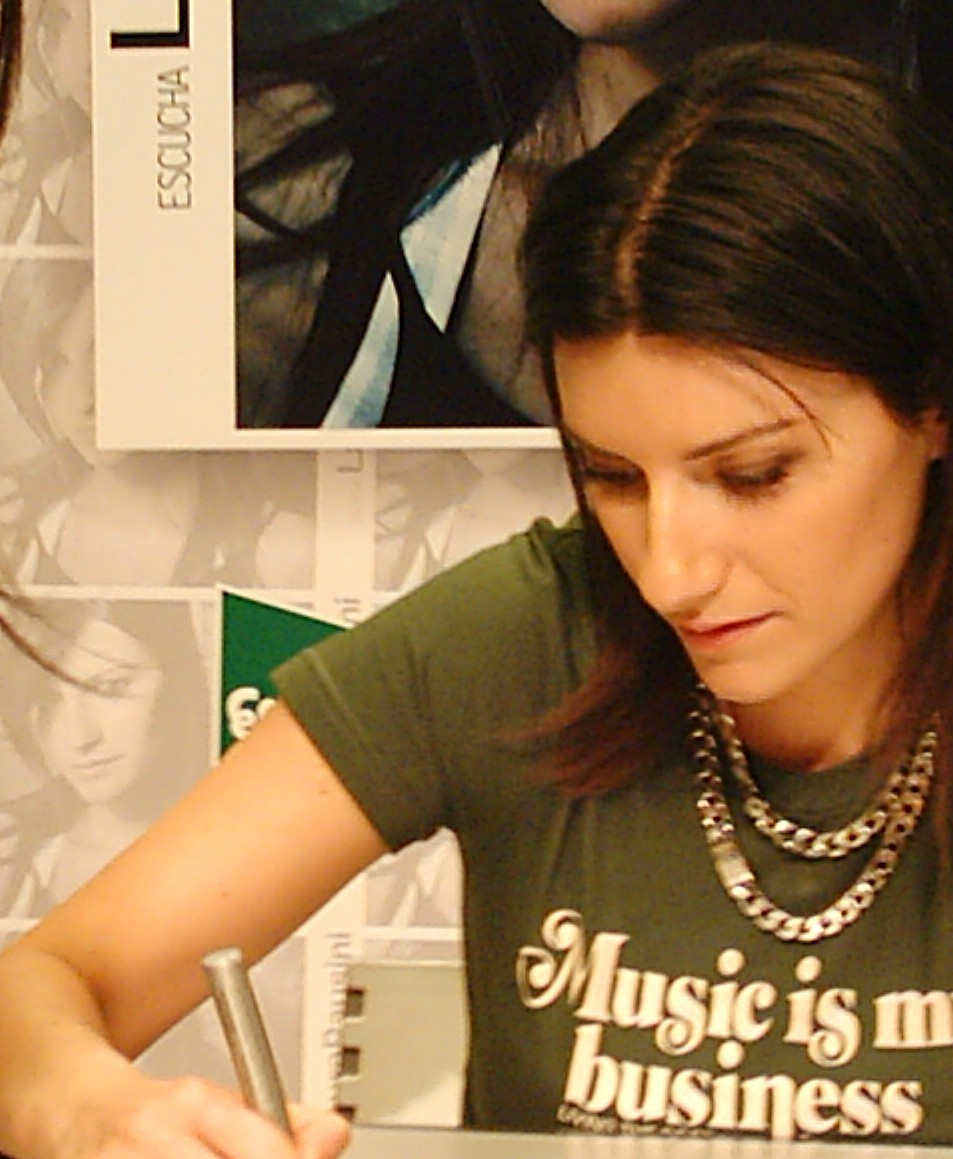
Il 2001 è l'anno della prima raccolta di successi di Laura Pausini, The Best of - E ritorno da te

L'album che nel 2001 ha passato più tempo in cima alla classifica degli album venduti è Stupido hotel di Vasco Rossi (12 settimane non consecutive).